# Otakar Teyschl
Otakar Teyschl (5. května 1891, Sanski Most – 10. září 1968, Uhřínov) byl lékař a děkan Lékařské fakulty Masarykovy univerzity v Brně, sběratel moderního českého umění.

## Život
Otakar Teyschl absolvoval roku 1909 Císařsko-královské české vyšší gymnázium v Praze a poté do roku 1914 studoval na Lékařské fakultě c.k. české univerzity Karlo-Ferdinandovy v Praze. V letech 1915–1917 byl lékařem u námořního batalionu ve válečném přístavu a teprve roku 1918 promoval. Specializoval se na vrozené srdeční vady a anémie u dětí a stal se významnou osobností československé pediatrie. V letech 1914–1918 byl zaměstnancem České dětské nemocnice v Praze, po válce v letech 1919–1920 pracoval na Dětské klinice UK v Praze, kde se roku 1923 habilitoval. Od roku 1923 působil jako vedoucí Katedry péče o matku a dítě a přednosta Dětské kliniky Masarykovy univerzity v Pekařské ulici, kterou spoluzaložil. Přednášel na Masarykově univerzitě v Brně, kde byl roku 1928 jmenován profesorem.
V letech 1924–1952 měl zároveň soukromou ordinaci. Po druhé světové válce byl od roku 1952 vedoucím Katedry dětského lékařství a od 23. 6. 1955 přednostou II. dětské kliniky v Černých Polích v Brně.

### Ocenění a památka
Roku 1948 obdržel stipendium WHO a strávil stipendijní pobyt u prof. Guida Fanconiho v Curychu. Ovládal němčinu, angličtinu a francouzštinu. Roku 1950 měl odjet do Číny, aby tam budoval dětské lékařství, ale režim jeho cestu neschválil. Spolu se Z. Bruneckým založil Výzkumný ústav pediatrický v Brně. Roku 1954 se stal řádným členem Československé akademie věd a roku 1956 obdržel Řád práce. Roku 1966 mu byla udělena stříbrná plaketa ČSAV za zásluhy o vědu a lidstvo. Prof. Teyschl byl celý život bezpartijní. Stal se členem řady odborných společností a účastnil se kongresů v zahraničí (1947 v USA, 1952 ve Vídni, 1953 v Lipsku, 1962 v Lisabonu). Je po něm pojmenována poliklinika na Žerotínově náměstí v Brně, přijímací hala v dětské nemocnici v Černých Polích a od roku 2000 se pořádá Teyschlův pediatrický den.

### Sběratel umění
Otakar Teyschl se zajímal o výtvarné umění od počátku své profesní kariéry a patřil mezi nepřehlédnutelné osobnosti kulturního, vědeckého a společenského života Brna v době První republiky. Ovlivnil ho stavitel a sběratel umění Václav Dvořák, který mu roku 1935 postavil rodinný dům. Díky kontaktům i kulturním zálibám vybudoval ucelenou sbírku, jejímž těžištěm byla díla avantgardních umělců Osmy a Tvrdošíjných a také členů SVU Mánes. Osobně se sblížil s malířem Antonínem Procházkou. Zajímal ho proces vzniku uměleckého díla a proto záměrně sbíral přípravné kresby a skici. Měl kolekci staré i soudobé grafiky a sbíral také asiatika. Už v meziválečných letech podporoval prezentaci soudobého umění a sám svou sbírku vystavil roku 1937.
V poválečných letech inicioval výstavy v závodním klubu Fakultní nemocnice v Brně, kde roku 1960 zahajoval jednu z prvních výstav sester Jitky a Květy Válových. Velký počet děl z Teyschlovy sbírky byl vystaven na Lamačově a Padrtově přehlídce Zakladatelé moderního českého umění, která připomínala počátky české výtvarné avantgardy a padesáté výročí prvního vystoupení Osmy. Další příležitostí k prezentaci Teyschlovy sbírky byla výstava Moderní české malířství II - léta dvacátá v brněnském Domě umění a Spielmannova výstava Moderní česká kresba 1900-1950.
Díky společenskému renomé a třídní bezúhonnosti se Otakaru Teyschlovi podařilo svou sbírku uchovat v celistvosti v době Protektorátu který moderní předválečné moderní označoval za "zvrhlé". Sbírku uhájil až do konce života ve svém rodinném domě i za komunistického režimu, který takové umění považoval za "formalistní úpadek".
Dědicové Otakara Teyschla pokračovali v souladu s jeho vůlí v zápůjčkách na výstavy. Sbírka byla později rozdělena a její části postupně odprodány.

### Sbírka Otakara Teyschla (výběr)
Otakar Teyschl shromáždil soubor grafických listů a kreseb z kubistického období Antonína Procházky, Emila Filly, Josefa Čapka, Václava Špály a dále díla Willi Nowaka, Vincence Beneše ad. Řada obrazů z jeho sbírky se objevila na poválečných monografických výstavách Antonína Procházky, Jaroslava Krále, Františka Foltýna, Josefa Čapka, Františka Kalába, ad.